# AEG G.V
L'AEG G.V, designazione aziendale GZ5,  era un bombardiere bimotore biplano prodotto dall'azienda tedesco imperiale Allgemeine Elektrizitäts-Gesellschaft (AEG) nei tardi anni dieci del XX secolo.
Utilizzato principalmente dalla Luftstreitkräfte, la componente aerea del Deutsches Heer (l'esercito imperiale tedesco) durante la prima guerra mondiale, il G.V fu l'ultimo sviluppo tra i G-Typ prodotti dall'AEG. Al termine del conflitto gli esemplari superstiti vennero convertiti all'uso civile come aereo di linea.

## Storia del progetto
Nell'ambito della continua ricerca al miglioramento delle prestazioni dei velivoli tedesco imperiali durante il primo conflitto mondiale, nel 1918 la AEG avviò un ulteriore programma di sviluppo della propria linea di bombardieri rispondenti alle specifiche Idflieg G-Typ, identificazione dei bombardieri pesanti.
Per aumentare le sue capacità offensive si intervenne sull'apertura alare, aumentandola dai 18,40 m del precedente AEG G.IV ai 27,24 m del nuovo modello, per riuscire a generare la maggior portanza necessaria a consentire il trasporto di un maggior carico di bombe da caduta pur mantenendo la medesima motorizzazione, una coppia di motori Mercedes D.IVa da 260 PS (191 kW) ciascuno. Il carico bellico trasportabile dal nuovo modello, identificato dall'azienda come GZ 5, risultava ben tre volte quello del precedente AEG G.II.
Dopo l'approvazione da parte della commissione Idflieg il G.V venne avviato alla produzione in serie, tuttavia benché si riuscì a produrlo in un considerevole numero di esemplari il termine della prima guerra mondiale vide cessare la sua costruzione.

## Impiego operativo

### Periodo bellico
La fine delle ostilità determinò, di fatto, il totale inutilizzo del G.V nel suo ruolo originario; il G.V fu anche l'ultimo dei bombardieri realizzati dall'azienda berlinese.

### Periodo postbellico
Al termine del conflitto, in seguito alle restrizioni imposte dal Trattato di Versailles, l'intera flotta di velivoli militari tedeschi venne requisita per essere assegnata alle forze aeree alleate alla Triplice intesa come parte del risarcimento dei danni subiti od essere avviata alla distruzione. Tuttavia alcuni esemplari di G.V convertiti all'uso civile risultano essere stati in carico alla compagnia aerea Deutsche Luft-Reederei (DLR), azienda fondata nel dicembre 1917 ed al quale era a capo il presidente della AEG. La conversione riguardava la rimozione di tutte le apparecchiature belliche e, dopo che inizialmente i passeggeri venivano accomodati in una postazione aperta, la creazione di uno scompartimento viaggiatori chiuso per sei passeggeri e l'adattamento della postazione originariamente destinata al mitragliere anteriore a scompartimento bagagli. Il G.V fu l'unico tra i modelli tedeschi ex-bellici di grandi dimensioni ad essere utilizzato come aereo di linea nel dopoguerra e tra i pochi che riuscissero a trasportare un numero significante di passeggeri nel primo periodo di sviluppo dell'aviazione civile nella Repubblica di Weimar.
Nonostante il divieto imposto alla Germania di vendere aerei all'estero dopo l'armistizio, dopo aver inviato il 23 novembre 1918 un AEG G.V DLR ad Eksjö per una dimostrazione, la AEG ed il governo svedese il successivo 27 dicembre stipularono un contratto per la fornitura di sei esemplari al prezzo unitario di 110 000 corone svedesi. Benché il modello risultasse di scarso interesse per l'esercito svedese, l'acquisizione era principalmente dovuta alla possibilità di disporre dei motori. L'invio dei modelli iniziò nel marzo 1919 e l'evasione dell'ordine si concluse nel novembre di quello stesso anno. Utilizzato principalmente dai reparti da addestramento della Flygkompaniet per la formazione dei piloti, gli AEG G.V rimasero in servizio fino all'aprile 1922 (2 aerei persi in incidenti), e dopo la loro definitiva radiazione i loro propulsori utilizzati per motorizzare gli FVM S 18.

## Utilizzatori

### Militari
Germania
- Luftstreitkräfte

operò nella fase finale della prima guerra mondiale.
 Svezia
- Flygkompaniet

operò con sei esemplari ex Luftstreitkräfte dal 1918 al 1922.

### Civili
Germania
- Deutsche Luft-Reederei (DLR)[4]